# كانيم إيد
كانيم إيد (باليابانية: 井出かなめ؛ بالكانا: いで　かなめ) هي متزلجة يابانية، ولدت في 4 يوليو 1947 في ناغانو في اليابان.

## وصلات خارجية
- كانيم إيد على موقع SpeedSkatingBase.eu (الإنجليزية)
- كانيم إيد على موقع SpeedSkatingNews.info (الإنجليزية)
- كانيم إيد على موقع SpeedSkatingStats.com (الإنجليزية)
- كانيم إيد على موقع اللجنة الأولمبية الدولية (الإنجليزية)
- كانيم إيد على موقع أوليمبيديا (الإنجليزية)